# Corsari (film)
Corsari (Cutthroat Island) è un film del 1995 diretto da Renny Harlin.
La colonna sonora è stata eseguita dalla London Symphony Orchestra.

## Trama
La storia inizia nel 1668, nel Mar dei Caraibi in Giamaica.
Una giovane donna, Morgan Adams, si sta rivestendo dopo una notte d'amore con un tenente dell'esercito inglese; l'uomo, dopo qualche sdolcinato ma ipocrita complimento, le punta contro una pistola, dicendole di sapere che si tratta della figlia del famigerato pirata Black Henry, e di volerla consegnare al Governatore di Port Royal per farla impiccare. La donna però risponde di aver sempre saputo che l'altro sapeva, e rivela che Re Carlos, la simpatica scimmietta che si porta sempre appresso, ha tolto i pallettoni dalla pistola del militare; dopodiché se ne va lasciando il tenente sbigottito.
A quel punto arrivano a cavallo il signor Glasspool e il signor Bowen, uomini della ciurma di Black Henry. La chiamano a gran voce, e una volta trovata le dicono che suo padre è stato rapito da Douglas "Doug" Brown, fratello di Henry e zio di Morgan. Si tratta di un uomo perfido, che dopo aver ucciso Richard, un suo altro fratello, per impossessarsi di una mappa di un ricco tesoro spagnolo, minaccia di uccidere Henry se non gli consegnerà il pezzo mancante della mappa. Morgan, raggiunta la spiaggia vicina, ruba una barca e comincia a remare verso il Reaper, la nave di Doug.
Doug, dopo avergli legato un'ancora ad un piede, minaccia Henry di buttarlo a mare, ma quest'ultimo si rifiuta di consegnare la mappa, preferendo gettarsi da solo in pasto ai pesci. Morgan si tuffa per salvarlo e, dopo essere stata colpita da Doug, riesce a portare il padre alla spiaggia. Ma questi rivela di essere in fin di vita e, dopo averle affidato il comando della "Morning Star", la sua nave, le rivela di essersi tatuato la propria parte di mappa sullo scalpo, che Morgan si vede costretta ad asportare dopo la sua morte.
Nel frattempo a Port Royal, presso il Palazzo del Governatore, durante una sontuosa festa il Dottor William Shaw, astuto e cortese ladro gentiluomo, alleggerisce dame sole e bruttine delle loro gioie, valendosi del suo fascino; il Tenente Trotter lo scopre e, dopo un piccolo ma assai vivace inseguimento tra le sale, lo arresta. Intanto sulla nave Morgan mostra alla ciurma la mappa; il signor Scully, che non sopporta l'idea che Morgan sia capitano, chiede alla donna con tono ironico e sprezzante cosa dice la mappa, Morgan allora la porge a John Reed, letterato e giornalista che viaggia con lei per raccogliere cronache piratesche, l'uomo dice che non sa decifrarla perché è latino. Morgan decide di andare a Port Royal e far tradurre la mappa.
Presso la capitale, comprerà all'asta (in una scena che cita Capitan Blood) proprio il dottor Shaw, che è stato condannato alla riduzione in schiavitù. Colpito dal fascino di Morgan, ma incapace di suscitare un simile sentimento in lei, Shaw traduce le frasi in latino. La sera che segue Morgan si dirige al covo di suo zio Mordechai fingendosi una prostituta e introducendosi nel suo munitissimo rifugio, riuscendo a parlargli e a ottenere la sua collaborazione. Le intenzioni dello zio sono però interrotte da Doug, che arriva con la sua ciurma e lo uccide; Morgan riesce comunque a fuggire con anche la mappa di Mordechai. Con la mappa ormai completa la Morning Star salpa verso l'"Isola del non ritorno", con Morgan al comando e Shaw al seguito. Shaw e Morgan si avvicinano l'un l'altra e, quando la nave di Doug, alleatosi nel frattempo con la Marina Britannica, tenterà di impedire alla nipote di lasciare l'isola col tesoro solo la vittoria in un epico scontro sul mare permetterà alla piratessa di vendicare la sua famiglia e mantenere il prezioso bottino.

## Produzione
La Carolco Pictures doveva rialzarsi dopo il pesante flop di Showgirls, così optò per il progetto di Corsari affidandone la regia al promettente Renny Harlin. Questi affidò il ruolo della protagonista alla moglie Geena Davis ridimensionando la parte del coprotagonista Michael Douglas che, di conseguenza, rifiutò dopo averla inizialmente accolta con favore. Il ruolo di William Shaw fu scartato anche da Tom Cruise, Daniel Day-Lewis, Liam Neeson, Keanu Reeves, Michael Keaton e molti altri. Oliver Reed fu licenziato perché, notevolmente ubriaco, prima aveva causato una rissa in un locale e poi si era abbassato i pantaloni davanti a Geena Davis.
Regista e attrice consumarono, sul set, abnormi quantità di succo V8 il cui acquisto finì sulla nota spese; Harlin, peraltro, fece distruggere e riallestire i galeoni appena costruiti solo per fare un dispetto ai produttori, troppo invasivi durante le riprese; servì anche una nuova troupe quando quella ufficiale entrò in sciopero dopo il grave infortunio di un cameramen centrato da una telecamera in caduta libera: sono tre delle circostanze che fecero alzare oltremisura i costi di produzione. La Carolco, con una mossa molto azzardata, cancellò gli altri progetti in cantiere tentando l'all-in con Corsari. Fu l'errore che decretò il fallimento societario.

## Accoglienza
Il film è conosciuto principalmente per lo scarsissimo successo ricavato dalla distribuzione cinematografica. Prodotto con una spesa di 115 milioni di dollari, ne ha incassati appena 11 alla chiusura della distribuzione, causando il fallimento della Carolco.
Il fiasco del film mise in "cattiva luce" l'intero filone "piratesco" presso i produttori hollywoodiani, che non capirono come il fallimento fosse dovuto a una pessima gestione economica e a una sciagurata campagna di distribuzione (a sua volta influenzata negativamente dai continui ritardi nel completamento della post-produzione, causati proprio dalla cattiva gestione) e non a difetti insiti nello stile o nel genere del film. Tale "iattura" avrebbe dato non pochi problemi al via libera del progetto Disney Pirati dei Caraibi, che invece si sarebbe rivelata come la seconda trilogia più redditizia degli anni 2000 (dopo Il Signore degli Anelli), totalizzando incassi per oltre due miliardi di dollari.
Per un ironico contrasto la colonna sonora composta da John Debney per il film è considerata dalla critica specializzata come uno dei temi musicali più brillanti degli ultimi decenni, capace tanto di rievocare i fasti dei classici del genere (come le musiche composte da Erich Korngold per i film di Errol Flynn negli anni trenta e quaranta), quanto di proporre arrangiamenti audaci e innovativi, distanti dai canoni delle colonne sonore epico/avventurose alla Hans Zimmer.
Il film è stato candidato ad un Razzie Award nella categoria peggior regista.